# Максимальний термін
Максимальний термін (англ. Maximum Conviction) — американський бойовик 2012 року.

## Сюжет
Колишні співробітники секретного оперативного підрозділу Том Стіл і його напарник Меннінг отримують завдання — здійснити процедуру закриття старої в'язниці, для чого їм доручають проконтролювати прибуття двох жінок-ув'язнених. Необтяжлива справа незабаром перетворюється в поле бойових дій — професійна група найманців проникає у в'язницю з метою відшукати новоприбулих в'язнів. З'ясувавши, ким є ці жінки насправді, оперативник Стіл розуміє, що він виявився втягнутим в щось більш небезпечне, ніж він міг собі уявити.

## У ролях
- Стівен Сігал — Том Стіл
- Стів Остін — Меннінг
- Майкл Паре — Кріс Блейк
- Йен Робісан — Варден Семюелс
- Алійа О'Брайен — Шарлотта
- Стеф Сонг — Саманта
- Майкл Адамуейт — Коллінз
- Брен Фостер — Бредлі
- Тобі Левінс — Девіс
- Дін Редман — Джонс
- Річард Стро — Терренс
- Тіч Грант — Макс
- Сінді Мейнс — Есмерельда
- Зак Сантьяго — MP Fields
- Річард Джоллімор — Kaidonov
- Кімані Рей Сміт — Цезар
- Гучі Бой — Роуч
- Лауро Чартренд — Натан
- Джеймс Бемфорд — MP 1
- Кірбі Морроу — MP 2
- Шарлін Ройер — MP 3
- Брюс Кроуфорд — MP 4
- Дарсі Лорі — MP 5
- Філліп Мітчелл — маршал 1
- Крістофер Гордон — маршал 3
- Джеймс Міхалополус — маршалл
- Терренс Лі — тюремник
- Гарвін Крос — тюремник
- Чад Белламі — тюремник
- Ден Шей — тюремник
- Меттью Мілреа — тюремник
- Дж.Дж. Макаро — тюремник
- Скотт Ніколсон — тюремник
- Джеффрі Онг — тюремник
- Саймон Барнетт  — тюремник
- Колбі Чартренд — тюремник
- Джефф Санка — тюремник
- Ів Камерон — тюремник
- Ерні Джексон — тюремник
- Брайан Хо — тюремник
- Реймонд Саммел — тюремник
- Шон Кеннеді — охоронець воріт